# Walter Gargano
Walter Alejandro Gargano Guevara (Paysandú, Uruguay, 1984. július 23.) uruguayi labdarúgó, aki 2015 óta a mexikói CF Monterreyben játszik középpályásként.

## Pályafutása
Garagano 2004-ben, a Danubióban kezdte profi pályafutását. Három évet töltött itt, majd 2007. június 30-án 2 millió fontért az olasz Napolihoz igazolt. Hamar fontos tagja lett a csapat középpályájának. 2009 márciusában egy edzésen lábtörést szenvedett, két hónapig nem játszhatott, de a szezon utolsó két meccsén már pályára léphetett. 2015 nyarán a mexikói CF Monterreyhez igazolt.

## Válogatott
Gargano 2006-ban debütált az uruguayi válogatottban. Részt vett a 2007-es Copa Américán és a 2010-es világbajnokságon is.